# Mutiny Within
Mutiny Within – zespół wykonujący melodic death metal powstały w 2002 roku w Edison, New Jersey. Został założony przez basistę Andrew Jacobsa jako Cover band zespołu Children of Bodom. Zespół zadebiutował albumem Mutiny Within w 2010 roku wydanym przez wytwórnie Roadrunner Records.

## Muzycy

### Obecny skład zespołu
- Chris Clancy - wokal
- Andrew Jacobs - Gitara basowa, wokal
- Brandon Jacobs - Gitarzysta
- Daniel Bage - Gitarzysta
- Drew Stavola - Klawisze

### Byli członkowie zespołu
- Bill Fore - Perkusja
- Jeff Stewart - Gitara
- Lu Obregon - Gitara

## Dyskografia

### Albumy studyjne
- Mutiny Within (2010)
- Synchronicity (2013)
- Origins (2017)

### Dema
- Mutiny Demo (2006)
- Audition Demo (2006)